# Nationaal 1
Nationaal 1/Nationale 1 (niderl. Nationaal 1, fr. Nationale 1, dosł. Narodowa klasa 1) – trzeci poziom w hierarchii ligowych rozgrywek w piłce nożnej mężczyzn w Belgii. Utworzona w 1926 roku i zarządzana przez Koninklijke Belgische Voetbalbond (URBSFA). Zmagania w jej ramach toczą się cyklicznie (co sezon) w systemie mecz i rewanż. Przeznaczone są dla 16 belgijskich klubów piłkarskich. Zwycięzca awansuje do Eerste klasse B/Division 1B, zaś trzy najsłabsze zespoły są relegowane do Division 2 VV/Division 2 ACFF i są zastępowane przez zespoły mistrzów 3 grup (2 flamandzkich, 1 francuskojęzycznej) drugiej dywizji amatorskiej. Jeśli klub odmówi awansu do dywizji 1B, klub, który zajął następne miejsce w klasyfikacji, będzie promowany.
Najbardziej utytułowaną drużyną ligi jest AS Oostende KM, która 5 razy została mistrzem trzeciej dywizji.

## Historia
Trzeci poziom ogólnokrajowy został stworzony w sezonie 1926/27. Dywizja została wtedy nazwana Promotion/Bevordering i składała się z trzech serii po 14 drużyn, czyli w sumie 42.
Wcześniej w latach 1898–1909 istniały rozgrywki na III poziomie, ale były one rozgrywane na poziomie regionalnym, a zwycięzcy lig tworzyły co roku nową I dywizję, mistrz której awansował do Division d’Honneur/Ere Afdeling. Tak w ostatnim sezonie 1908/09 istniały 5 regionalnych lig – Afdeling Antwerpen (8), Afdeling Brabant (10), Afdeling Vlaanderen (7), Section Hainaut-Namur (4), Section Liège (8). Po 2 drużyny z 4 grup oraz 1 drużyna z najmniejszej grupy Hainaut-Namur, czyli 9 drużyn stworzyły Division 1.
W 1931 roku liczba serii krajowych została zwiększona do 4 serii z 14 drużynami, czyli w sumie 56 drużyn. Również dwie serie zostały stworzone w Division 1, umożliwiając awans dużej liczbie drużyn. Podczas nieregularnych rozgrywek II wojny światowej liczba drużyn i skład serii były różne. Do końca wojny z trzeciej dywizji awansowało ponad 70 drużyn. W 1947 roku dywizja ponownie została zredukowana do 4 serii po 16 drużyn, w sumie 64 drużyn.
W sezonie 1952/53 została wprowadzona Bevordering/Promotion jako czwarty poziom ogólnokrajowy oraz zmieniono nazwy lig, trzecia dywizja otrzymała nazwę Derde klasse/Division 3. Trzecia dywizja została zredukowana do 2 serii po 16 drużyn. Druga dywizja została również zredukowana do jednej serii z 16 drużyn. To silne ograniczenie drugiej i trzeciej dywizji oznaczało, że wiele drużyn trzeciej dywizji musiało porzucić trzeci poziom. Czterech mistrzów trzeciej dywizji awansowalo, reszta z czołowej czwórki lub piątki mogła pozostać w trzeciej dywizji. Pozostałe zespoły rozpoczęły następny sezon w Bevordering/Promotion, ale był to już czwarty poziom. Cztery drużyny, które zajęły ostatnie miejsca w seriach spadły do Eerste Provinciale.
Odtąd obaj zwycięzcy dwóch serii trzeciej dywizji mogli awansować do drugiej dywizji. Od sezonu 1993/94 wprowadzono również system rundy finałowej w trzeciej lidze, aby dodatkowy klub mógł walczyć o awans. Liczba klubów wzrosła w sezonie 2009/10. Obie serie liczyły wtedy 18 klubów. W sezonie 2009/10 seria A liczyła 19 drużyn w związku z decyzją Sądu arbitrażowego URBSFA o pozostawienie spadkowicza SC Wielsbeke w trzeciej dywizji. Począwszy od sezonu 2010/11, każda seria ponownie liczyła 18 drużyn. Jednak w sezonie 2012/13 ponownie dywizja była zobowiązana do przyjęcia spadkowicza RFC Tournai do trzeciej dywizji, w wyniku czego seria B liczya 19 klubów. W sezonie 2013/14 dywizja wróciła do 2 serii po 18 klubów.
Po zakończeniu sezonu 2015/16 nastąpiła reforma ligowa futbolu belgijskiego i podział na zawodową piłkę nożną i amatorską. Trzecia dywizja została rozwiązana, a w jej miejsce stworzono jednoligową Eerste klasse amateurs/Division 1 amateur. Do pierwszej dywizji amatorskiej zostały zakwalifikowane kluby z drugiej dywizji, które zajęły w ostatnim sezonie miejsca od dziewiątego do siedemnastego. Do nich dołączyli po dwie najlepsze drużyny z obu serii trzeciej dywizji. Drużyny z miejsc od trzech do sześciu każdej serii rozegrały ostatnią rundę w barażach z pojedynkami bezpośrednimi. Zwycięzcy tych rund finałowych awansowali również do pierwszej dywizji amatorskiej. Potem przegrani finaliści tych rund rozgrywali jeszcze baraże, zwycięzca których też dołączył do pierwszej dywizji amatorskiej.
W sezonie 2020/21 liga zmieniła nazwę na Eerste klasse amateurs/Division 1 amateur.

## Mistrzowie

### Promotion/Bevordering (1926-1931)
| Sezon   | Zwycięzca A      | Zwycięzca B       | Zwycięzca C          | Uwaga |
| ------- | ---------------- | ----------------- | -------------------- | --- |
| 1926/27 | Courtrai Sport   | CS Tongrois       | Fléron FC            | |
| 1927/28 | AS Renaisienne   | Vilvorde FC       | Tubantia FAC         | |
| 1928/29 | SK Roeselare     | R. Charleroi SC   | Racing FC Montegnée  | |
| 1929/30 | CS de Schaerbeek | Belgica FC Edegem | Excelsior FC Hasselt | |
| 1930/31 | AS Ostendaise    | Hoboken SK        | RC Tirlemont         | poprzez rozszerzenie Drugiej Dywizji awansowano dużą liczbę drużyn: Bevordering A: FC Renaisien, Knokke FC, Sint-Niklaassche SK Bevordering B: Borgerhoutsche SK, White Star AC, Boom FC, FC Bressoux Bevordering C: RFC Sérésien, RCS Verviétois, R. Stade Louvaniste, Turnhoutsche SK HIH |

### Promotion/Bevordering (1931-1952)
| Sezon   | Zwycięzca A           | Zwycięzca B             | Zwycięzca C                 | Zwycięzca D             | Uwaga          |
| ------- | --------------------- | ----------------------- | --------------------------- | ----------------------- | -------------- |
| 1931/32 | SV Blankenberghe      | Oude God Sport          | R. Union Hutoise FC         | Stade Waremmien         |                |
| 1932/33 | CS Saint-Josse        | Cappellen FC            | Wallonia A. Namur           | Patria FC Tongres       |                |
| 1933/34 | ARA Termondoise       | Oude God Sport          | Racing FC Montegnée         | AS Herstalienne         |                |
| 1934/35 | KVG Oostende          | FC Duffel               | US du Centre                | Waterschei SV Thor      |                |
| 1935/36 | R. Union Hutoise FC   | OC de Charleroi         | R. Stade Louvaniste         | SC Eendracht Aalst      |                |
| 1936/37 | R. Charleroi SC       | FC Wilrijk              | R. Vilvorde FC              | RAS Renaisienne         |                |
| 1937/38 | Wezel Sport           | R. Excelsior FC Hasselt | R. Racing Club de Bruxelles | AS Oostende KM          |                |
| 1938/39 | R. Fléron FC          | Herentalsche SK         | RCS Hallois                 | RRC Tournaisien         |                |
| 1939/40 | nie rozgrywano        | nie rozgrywano          | nie rozgrywano              | nie rozgrywano          | nie rozgrywano |
| 1940/41 | nie rozgrywano        | nie rozgrywano          | nie rozgrywano              | nie rozgrywano          | nie rozgrywano |
| 1941/42 | KFC Vigor Hamme       | FC Verbroedering Geel   | CS Andennais                | K. Tongersche SV Cercle |                |
| 1942/43 | RFC Liégeois          | Stade Nivellois         | Sint-Niklaassche SK         | R. Courtrai Sports      |                |
| 1943/44 | RCS Hallois           | RC Lokeren              | UR Namur                    | Beringen FC             |                |
| 1944/45 | nie rozgrywano        | nie rozgrywano          | nie rozgrywano              | nie rozgrywano          | nie rozgrywano |
| 1945/46 | KSC Menen             | Mol Sport               | Cappellen FC                | Stade Waremmien         |                |
| 1946/47 | KFC Winterslag        | R. Gosselies Sports     | RFC Bressoux                | SK Roeselare            |                |
| 1947/48 | RUS Tournaisienne     | RCS Verviétois          | US du Centre                | Sint-Truidense VV       |                |
| 1948/49 | RAEC Mons             | AS Oostende KM          | AS Herstalienne             | R. Union Hutoise FC     |                |
| 1949/50 | FC Izegem             | KAV Dendermonde         | K. Tubantia FC              | Helzold FC Zolder       |                |
| 1950/51 | K. Daring Club Leuven | RRC de Gand             | K. Waterschei SV Thor       | Rupel SK                |                |
| 1951/52 | UR Namur              | RRC Tournaisien         | K. Tubantia FC              | K. Patria FC Tongeren   |                |

### Derde klasse/Division 3 (1952-2016)
| Sezon   | Zwycięzca A                 | Zwycięzca B                  | Uwaga |
| ------- | --------------------------- | ---------------------------- | --- |
| 1952/53 | K. Tubantia FC              | R. Uccle Sport               | |
| 1953/54 | KFC Izegem                  | SRU Verviers                 | |
| 1954/55 | KFC Herentals               | RRC Tournaisien              | |
| 1955/56 | RCS Brugeois                | VV Patro Eisden              | |
| 1956/57 | KFC Diest                   | KSC Eendracht Aalst          | |
| 1957/58 | RFC Renaisien               | RFC Sérésien                 | |
| 1958/59 | R. Racing Club de Bruxelles | K. Olse Merksem SC           | |
| 1959/60 | KFC Turnhout                | UR Namur                     | |
| 1960/61 | AS Oostende KM              | KFC Herentals                | |
| 1961/62 | KRC Mechelen                | R. Crossing Club Molenbeek   | |
| 1962/63 | KSV Waregem                 | K. Boom FC                   | |
| 1963/64 | K. Waterschei SV Thor Genk  | K. Sint-Niklaasse SK         | |
| 1964/65 | K. Willebroekse SV          | RFC Sérésien                 | |
| 1965/66 | KRC Mechelen                | SK Beveren-Waas              | |
| 1966/67 | RRC Tournaisien             | RRC Tirlemont                | |
| 1967/68 | KFC Turnhout                | RCS Brugeois                 | |
| 1968/69 | KRC Mechelen                | KSV Sottegem                 | |
| 1969/70 | RAA Louviéroise             | AS Eupen                     | |
| 1970/71 | KSK Tongeren                | K. Boom FC                   | |
| 1971/72 | KSC Lokeren                 | KFC Winterslag               | |
| 1972/73 | K. Olse Merksem SC          | AS Oostende KM               | |
| 1973/74 | K. Waterschei SV Thor Genk  | KVG Oostende                 | dzięki rozszerzeniu Pierwszej Dywizji awans otrzymali również inne kluby. Dwie drużyny z drugich miejsc awansowały bezpośrednio do Drugiej Dywizji: R. Tilleur FC (z 3A) i RAEC Mons (z 3B). RAA Louviéroise awansował po rundzie finałowej. |
| 1974/75 | KAA Gent                    | VV Patro Eisden              | |
| 1975/76 | R. Union                    | AS Eupen                     | |
| 1976/77 | KSC Eendracht Aalst         | KSC Hasselt                  | |
| 1977/78 | VC Rotselaar                | KRC Harelbeke                | |
| 1978/79 | Racing Jet de Bruxelles     | VV Hoeselt                   | |
| 1979/80 | KSV Oudenaarde              | RFC Sérésien                 | |
| 1980/81 | K. Stade Leuven             | Witgoor Sport Dessel         | |
| 1981/82 | K. Sint-Niklase SK          | VV Overpelt Fabriek          | |
| 1982/83 | Racing Jet de Bruxelles     | K. Wuustwezel FC             | |
| 1983/84 | R. Union Saint-Gilloise     | VV Patro Eisden              | |
| 1984/85 | RAEC Mons                   | KFC Verbroedering Geel       | |
| 1985/86 | KRC Harelbeke               | FC Assent                    | |
| 1986/87 | KFC Eeklo                   | KFC Lommel SK                | |
| 1987/88 | K. Stade Leuven             | KFC Germinal Ekeren          | |
| 1988/89 | K. Sint-Niklase SK          | KFC Zwarte Leeuw Rijkevorsel | |
| 1989/90 | KRC Harelbeke               | KFC Turnhout                 | |
| 1990/91 | R. Excelsior Mouscron       | RFC Sérésien                 | |
| 1991/92 | KV Oostende                 | Beerschot VAC                | |
| 1992/93 | KMSK Deinze                 | KVC Westerlo                 | |
| Sezon   | Zwycięzca A                 | Zwycięzca B                  | Awans w rundzie finałowej |
| 1993/94 | RAA Louviéroise             | Patro Eisden Maasmechelen    | KVV Overpelt Fabriek (3.m. w 3B) |
| 1994/95 | Royal Cappellen FC          | KFC Tielen                   | KFC Turnhout (3.m. w 3B) |
| 1995/96 | ROC de Charleroi            | R. Tilleur FC de Liège       | R. Union Saint-Gilloise (2.m. w 3A) i FC Denderleeuw (3.m. w 3A) |
| 1996/97 | KFC Vigor Wuitens Hamme     | KFC Dessel Sport             | K. Sint-Niklase SK Excelsior (2.m. w 3A) |
| 1997/98 | KSK Roeselare               | KFC Herentals                | RCS Visétois (2.m. w 3B) |
| 1998/99 | KSV Ingelmunster            | KVK Tienen                   | FC Eendracht Hekelgem (3.m. w 3A) |
| 1999/00 | KFC Strombeek               | RAEC Mons                    | K. Heusden-Zolder (2.m. w 3B) |
| 2000/01 | KSK Ronse                   | RE Virton                    | RCS Visétois(4.m. w 3B) |
| 2001/02 | SV Zulte Waregem            | KAS Eupen                    | KFC Vigor Wuitens Hamme (3.m. w 3A) |
| 2002/03 | K. Berchem Sport            | AFC Tubize                   | VC Eendracht Aalst 2002 (3.m. w 3A) mistrz Berchem nie otrzymał licencji, KV Oostende (2.m. w 3A) awansował, pomimo przegranej w rundzie finałowej                                                                                           |
| 2003/04 | KV Red Star Waasland        | R. Union Saint-Gilloise      | KV Kortrijk (2.m. w 3A) |
| 2004/05 | KV Mechelen                 | KVSK United Overpelt-Lommel  | Oud-Heverlee Leuven (2.m. w 3B) |
| 2005/06 | FC Dender EH                | KVK Tienen                   | Racing Waregem (4.m. w 3A) |
| 2006/07 | RFC Tournai                 | ROC de Charleroi-Marchienne  | UR Namur (2.m. w 3B) i KFC Verbroedering Geel (2.m. w 3A) |
| 2007/08 | KSK Ronse                   | RFC de Liège                 | |
| 2008/09 | Standaard Wetteren          | KV Turnhout                  | Boussu Dour Borinage (3.m. w 3A) |
| 2009/10 | KSK Heist                   | CS Visé                      | Rupel Boom FC (2.m. w 3A) |
| 2010/11 | VC Eendracht Aalst 2002     | R. White Star Woluwe FC      | Sportkring Sint-Niklaas (7.m. w 3A) |
| 2011/12 | R. Mouscron-Péruwelz        | KFC Dessel Sport             | KSV Oudenaarde (3.m. w 3A) |
| 2012/13 | Hoogstraten VV              | R. Excelsior Virton          | Verbroedering Geel-Meerhout (3.m. w 3A) |
| 2013/14 | KRC Mechelen                | KV Woluwe-Zaventem           | Patro Eisden Maasmechelen (3.m. w 3B) |
| 2014/15 | KVV Coxyde                  | Cappellen FC                 | KMSK Deinze (2.m. w 3A) (ostatnia runda nie została rozegrana, ponieważ tylko Deinze posiadał licencję) i Royale Union Saint-Gilloise (3.m. w 3B) (zamiast Cappellen który zrezygnował z awansu).                                            |
| 2015/16 | KFC VW Hamme                | FCO Beerschot Wilrijk        | |

### Eerste klasse amateurs/Division 1 amateur (od 2016)
| Sezon   | Zwycięzca              | Uwaga                                                |
| ------- | ---------------------- | ---------------------------------------------------- |
| 2016/17 | KFCO Beerschot Wilrijk |                                                      |
| 2017/18 | Knokke FC              |                                                      |
| 2018/19 | Excelsior Virton       |                                                      |
| 2019/20 | KMSK Deinze            | Rozgrywki zakończono wcześniej z powodu koronawirusa |

## Statystyka

### Klasyfikacja według klubów
W dotychczasowej historii trzeciego poziomu mistrzostw Belgii na podium oficjalnie stawało w sumie 32 drużyny. Liderem klasyfikacji jest AS Oostende KM, który zdobył 5 tytułów mistrzowskich.
Stan na maj 2020.
| Klub (nr rejestr.)                  | Liczba tytułów | Sezon                                       |
| ----------------------------------- | -------------- | ------------------------------------------- |
|                                     |                |                                             |
| AS Oostende KM (53)                 | 5              | 1930/31, 1937/38, 1948/49, 1960/61, 1972/73 |
|                                     |                |                                             |
| RFC Sérésien (17)                   | 4              | 1957/58, 1964/65, 1979/80, 1990/91          |
| KRC Mechelen (24)                   | 4              | 1961/62, 1965/66, 1968/69, 2013/14          |
| RRC Tournaisien (36)                | 4              | 1938/39, 1951/52, 1954/55, 1966/67          |
| KSK Ronse (38)                      | 4              | 1927/28, 1936/37, 2000/01, 2007/08          |
| Royal Cappellen FC (43)             | 4              | 1932/33, 1945/46, 1994/95, 2014/15          |
| K. Tubantia FC (64)                 | 4              | 1927/28, 1949/50, 1951/52, 1952/53          |
| VC Eendracht Aalst 2002 (90)        | 4              | 1935/36, 1956/57, 1976/77, 2010/11          |
| KFC Herentals (97)                  | 4              | 1959/60, 1967/68, 1989/90, 1997/98          |
| KVK Tienen (132)                    | 4              | 1930/31, 1966/67, 1998/99, 2005/06          |
| KV Turnhout (148)                   | 4              | 1959/60, 1967/68, 1989/90, 2008/09          |
| K. Sint-Niklase SK (221)            | 4              | 1942/43, 1963/64, 1981/82, 1988/89          |
| K. Waterschei SV Thor Genk (553)    | 4              | 1934/35, 1950/51, 1963/64, 1973/74          |
| Patro Eisden Maasmechelen (3434)    | 4              | 1955/56, 1974/75, 1983/84, 1993/94          |
|                                     |                |                                             |
| R. Union Saint-Gilloise (10)        | 3              | 1975/76, 1983/84, 2003/04                   |
| K. Stade Leuven (18)                | 3              | 1935/36, 1980/81, 1987/88                   |
| KV Oostende (31)                    | 3              | 1934/35, 1973/74, 1991/92                   |
| KSC Hasselt (37)                    | 3              | 1929/30, 1937/38, 1976/77                   |
| KSK Tongeren (54)                   | 3              | 1926/27, 1941/42, 1970/71                   |
| R. Union Hutoise FC (76)            | 3              | 1931/32, 1935/36, 1948/49                   |
| KSK Roeselare (134)                 | 3              | 1928/29, 1946/47, 1997/98                   |
| FCO Beerschot Wilrijk (155)         | 3              | 1936/37, 2015/16, 2016/17                   |
| UR Namur (156)                      | 3              | 1943/44, 1951/52, 1959/60                   |
| KFC Vigor Wuitens Hamme (211)       | 3              | 1941/42, 1996/97, 2015/16                   |
| ROC de Charleroi-Marchienne (246)   | 3              | 1935/36, 1995/96, 2006/07                   |
| KRC Harelbeke (1615)                | 3              | 1977/78, 1985/86, 1989/90                   |
|                                     |                |                                             |
| R. Racing Club de Bruxelles (6)     | 2              | 1937/38, 1958/59                            |
| RCS Brugeois (12)                   | 2              | 1955/56, 1967/68                            |
| R. Charleroi SC (22)                | 2              | 1928/29, 1936/37                            |
| RFC Tournai (26)                    | 2              | 1947/48, 2006/07                            |
| R. Vilvorde FC (49)                 | 2              | 1927/28, 1936/37                            |
| K. Boom FC (58)                     | 2              | 1962/63, 1970/71                            |
| Oude God Sport (68)                 | 2              | 1931/32, 1933/34                            |
| K. Patria FC Tongeren (71)          | 2              | 1932/33, 1951/52                            |
| Racing FC Montegnée (77)            | 2              | 1928/29, 1933/34                            |
| RCS Hallois (120)                   | 2              | 1938/39, 1943/44                            |
| Stade Waremmien (190)               | 2              | 1931/32, 1945/46                            |
| US du Centre (213)                  | 2              | 1934/35, 1947/48                            |
| KSC Lokeren (282)                   | 2              | 1943/44, 1971/72                            |
| KFC Winterslag (322)                | 2              | 1946/47, 1971/72                            |
| KFC Verbroedering Geel (395)        | 2              | 1941/42, 1984/85                            |
| K. Olse Merksem SC (544)            | 2              | 1958/59, 1972/73                            |
| KFC Izegem (935)                    | 2              | 1949/50, 1953/54                            |
| Racing Jet de Bruxelles (4549)      | 2              | 1978/79, 1982/83                            |
|                                     |                |                                             |
| KV Mechelen (25)                    | 1              | 2004/05                                     |
| Lommel United (2554)                | 1              | 2004/05                                     |
| RCS Verviétois (8)                  | 1              | 1947/48                                     |
| SRU Verviers (34)                   | 1              | 1953/54                                     |
| KFC Diest (41)                      | 1              | 1956/57                                     |
| RFC Renaisien (46)                  | 1              | 1957/58                                     |
| K. Willebroekse SV (85)             | 1              | 1964/65                                     |
| Knokke FC (101)                     | 1              | 2017/18                                     |
| Wallonia A. Namur (173)             | 1              | 1932/33                                     |
| Stade Nivellois (182)               | 1              | 1942/43                                     |
| Excelsior Virton (200)              | 1              | 2018/19                                     |
| K. Daring Club Leuven (223)         | 1              | 1950/51                                     |
| KSV Sottegem (225)                  | 1              | 1968/69                                     |
| FC Duffel (284)                     | 1              | 1934/35                                     |
| Hoboken SK (285)                    | 1              | 1930/31                                     |
| Sint-Truidense VV (373)             | 1              | 1947/48                                     |
| Belgica FC Edegem (375)             | 1              | 1929/30                                     |
| Beeringen FC (522)                  | 1              | 1943/44                                     |
| KMSK Deinze (818)                   | 1              | 2019/20                                     |
| Mol Sport (852)                     | 1              | 1945/46                                     |
| KFC Zwarte Leeuw Rijkevorsel (1124) | 1              | 1988/89                                     |
| Helzold FC Zolder (1488)            | 1              | 1949/50                                     |
| KSV Ingelmunster (1574)             | 1              | 1998/99                                     |
| KVV Coxyde (1934)                   | 1              | 2014/15                                     |
| Rupel SK (2138)                     | 1              | 1950/51                                     |
| KV Woluwe-Zaventem (3197)           | 1              | 2013/14                                     |
| VC Rotselaar (6909)                 | 1              | 1977/78                                     |